# Cezieni
Cezieni is een Roemeense gemeente in het district Olt.
Cezieni telt 1932 inwoners.